# Tetragoneura longicornis
Tetragoneura longicornis är en tvåvingeart som först beskrevs av Toyohi Okada 1937.  Tetragoneura longicornis ingår i släktet Tetragoneura och familjen svampmyggor. Inga underarter finns listade i Catalogue of Life.